# 하나라의 왕
다음은 하나라의 군주 목록이다. 제위기간은 죽서기년(竹書記年)을 따랐다.
| 왕호                    | 성명                   | 재위기간 |
| ----------------------- | ---------------------- | -------- |
| 숭백(崇伯)              | 곤(鯀)                 | 추존     |
| 우왕                    | 우(禹)                 | 45년     |
| －                      | 익(益)                 | 3년      |
| 계왕 제성황제(齊聖皇帝) | 계(啟)                 | 10년     |
| 태강왕                  | 태강(太康)             | 39년     |
| 중강왕                  | 중강(中康)             | 13년     |
| 상왕                    | 상(相)                 | 28년     |
| －                      | 후예(后羿)             | 8년      |
| －                      | 한착(寒浞)             | 40년     |
| 소강왕                  | 소강(少康)             | 21년     |
| 저왕                    | 저(杼)                 | 17년     |
| 괴왕                    | 괴(槐)                 | 26년     |
| 망왕                    | 망(芒)                 | 18년     |
| 설왕                    | 설(泄)                 | 16년     |
| 불강왕 또는 강왕        | 불강(不降) 또는 강(降) | 59년     |
| 경왕                    | 경(扃)                 | 21년     |
| 근왕                    | 근(廑)                 | 21년     |
| 공갑                    | 공갑(孔甲)             | 31년     |
| 고왕                    | 고(皐)                 | 11년     |
| 발왕                    | 발(發)                 | 11년     |
| 걸왕                    | 이계(履癸)             | 52년     |